# Graupner (modélisme)
Pour les articles homonymes, voir Graupner.

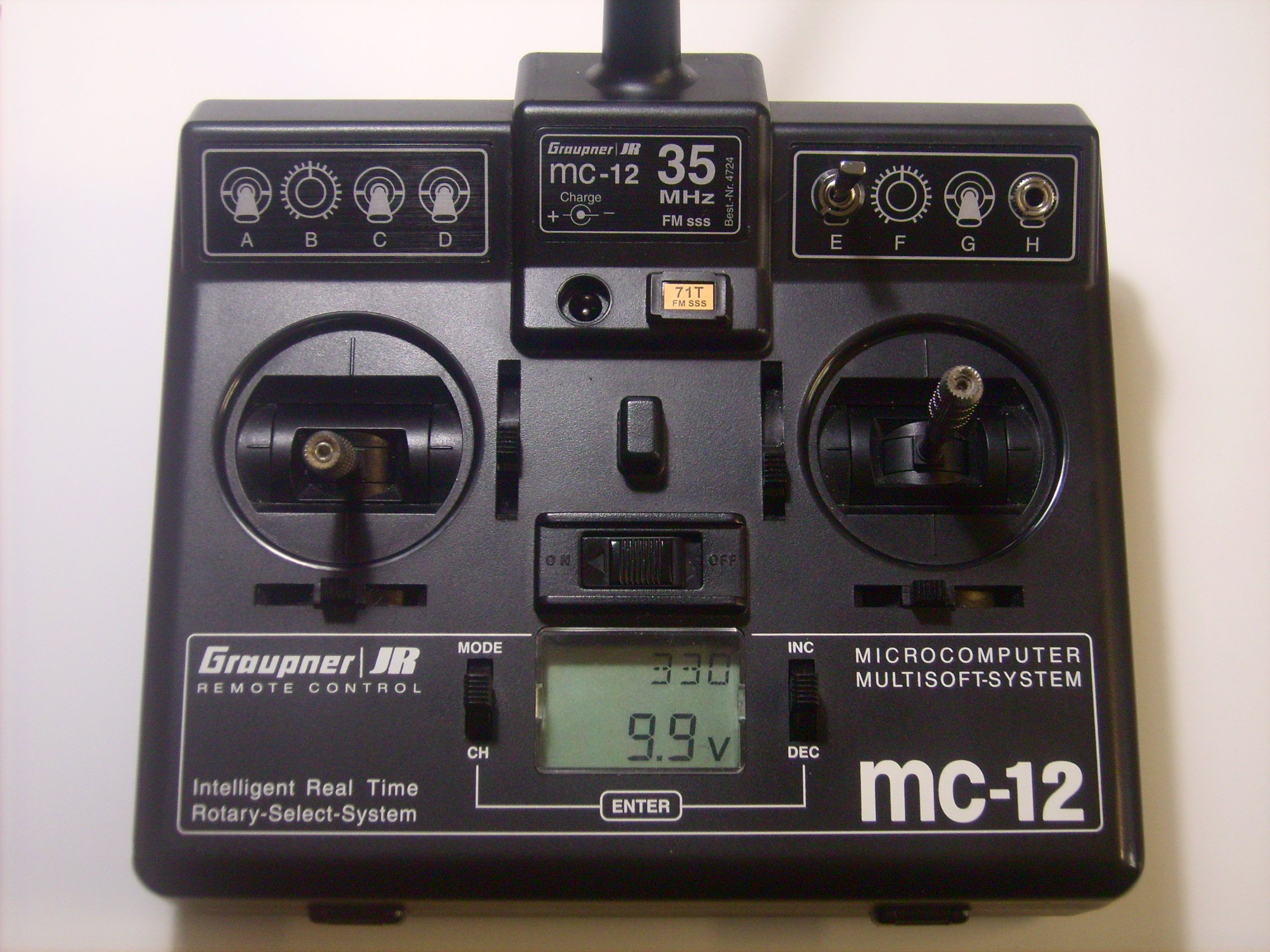
Émetteur de télécommande Graupner

Graupner (de son nom original Graupner Modellbau) est une entreprise allemande de modélisme et principalement d'aéromodélisme. Elle fut fondée en 1930 à Stuttgart par Johannes Graupner.

## Historique

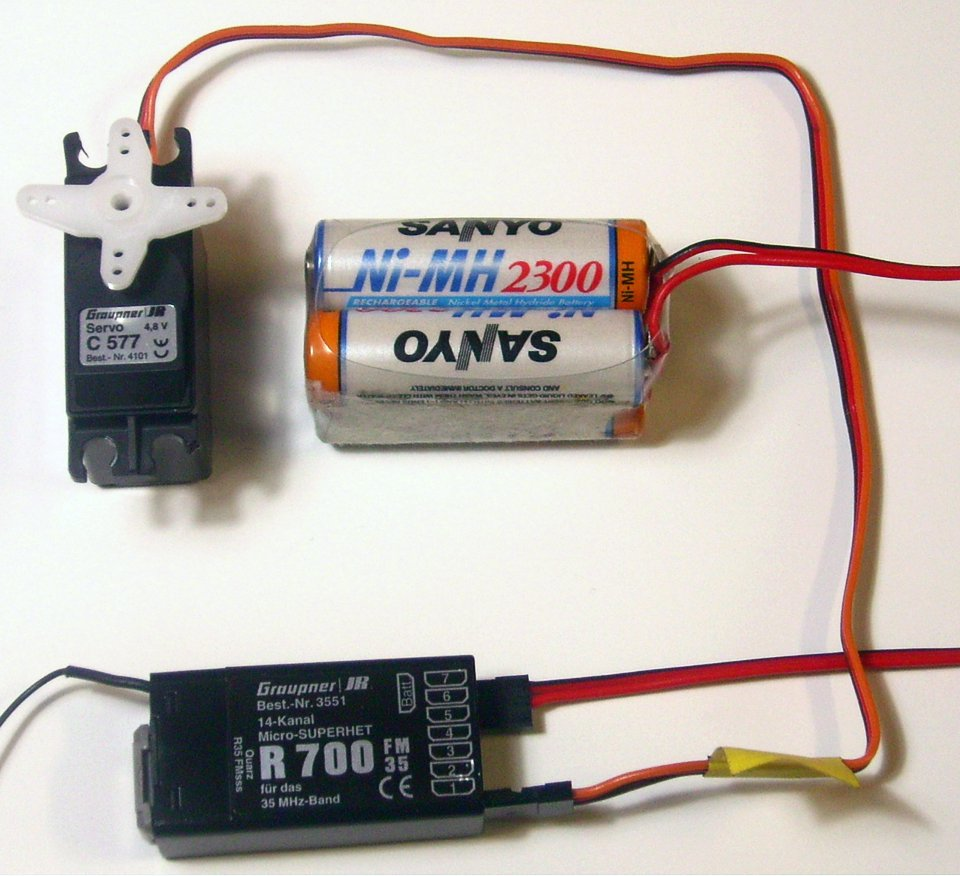
Système de réception Graupner avec un servomoteur, une batterie et un récepteur

| 1930 : | Fondation de la société à Stuttgart en Allemagne. |
| 1935 : | Création des premiers kits de construction de modèles réduits aériens. La société compte alors vingt employés et fournit des revendeurs. En passant des concours, elle attire de nombreux jeunes à l'aéromodélisme.                                  |
| 1938 : | La société étend sa production en commercialisant des modèles réduits de bateaux. |
| 1953 : | Le fondateur, Johannes Graupner décède. L'entreprise est reprise par son fils, Hans Graupner, alors âgé de 24 ans. |
| 1957 : | La société utilise les moteurs thermiques japonais O.S., à l'époque leader mondial en motorisation de modèles réduits. |
| 1962 : | Coopération avec Grundig pour les radiocommandes. |
| 1976 : | Création de la filiale Ebagec à Guayaquil, en Équateur pour se fournir en balsa, à l'époque la matière principale des modèles réduits. |
| 2012 : | Échec du changement de technologie entre le 35 Mhz pour les fréquences allemandes, 41 Mhz pour les fréquences françaises et le 2.4 Ghz et réduction drastiques des produits proposés sur le catalogue surtout depuis la reprise par l'entreprise SJ. |